# Голуб жовтодзьобий
Го́луб жовтодзьобий (Patagioenas flavirostris) — вид голубоподібних птахів родини голубових (Columbidae). Мешкає в США, Мексиці і Центральній Америці.

## Опис
Довжина птаха становить 30-37 см, вага 230-425 г. Голова, шия і нижня частина тіла каштанові з бордовим відтінком, боки, живіт і гузка темно-сизі. Хвіст темно-сірий, біля основи чорнуватий. Спина і крила оливково-коричневі, верхні покривні пера крил сизі, нижня покривні пера крил темно-бордові. Очі оражеві або червонувато-оранжеві, навколо очей темно-червоні кільця. Дзьоб біля основи червоно-пурпуровий, на кінці світлий, жовтувато-роговий. Лапи темно-червоні. У самиць голова і шия мають тьмяніше забарвлення. Молоді птахи мають ще більш тьмяне забарвлення, верхня частина тіла у них більш коричнева

## Підвиди
Виділяють чотири підвиди:
- P. f. flavirostris (Wagler, 1831) — від південного Техасу (долина Ріо-Гранде) до східної Коста-Рики;
- P. f. madrensis (Nelson, 1898) — острови Лас-Трес-Маріас[es];
- P. f. restricta (Van Rossem, 1930) — західна Мексика;
- P. f. minima (Carriker, 1910) — західна Коста-Рика.

## Поширення і екологія
Жовтодзьобі голуби мешкають в Сполучених Штатах Америки, Мексиці, Гватемалі, Белізі, Сальвадорі, Гондурасі, Нікарагуа і Коста-Риці. Аони віддають перевагу відкритим, посушливим місцевостям, місцями порослим чагарниками і деревами, узліссях сухих тропічних лісів та полям. Уникають вологих тропічних лісів. Зустрічаються поодинці, парами або невеликими зграйками, на висоті до 1800 м над рівнем моря, в Коста-Риці локально на висоті до 2100 м над рівнем моря. Живляться плодами і ягодами, особливою полюбляють ягоди омели і жолуді. Шукають їжу як на деревах, так і на землі. В деяких районах вважають шкідниками посівів. Гніздо являє собою просту платформу з гілочок, розміщується на дереві, на висоті від 4,5 до 25 м над землею. В кладці одне біле яйця.